# 邪恶天才 (电子竞技)
邪恶天才（英語：Evil Geniuses，简称EG）是一家成立于1999年的电子竞技组织，总部位于美国华盛顿州西雅圖，旗下在多款格鬥遊戲中有游戏分部，包括《使命召唤》、《反恐精英：全球攻势》、《Dota 2》、《堡垒之夜》、《最後一戰》、《英雄联盟》、《星际争霸II》、《火箭聯盟》、《彩虹六号》及《魔兽世界》等。

## 成員
EG Rain 2022-10-05